# Extraction (linguistique)
Une extraction ou un clivage est un procédé de mise en relief, comme la dislocation. Il s'agit de l'encadrement d'un constituant par un présentatif (c'est, ce sont) et un pronom relatif (qui, que). Le résultat (c'est... qui, ce sont... que, etc.) est enchâssé dans la proposition principale :
- en début de phrase clivée :

C'est Louis Jouvet qui a créé les pièces de Jean Giraudoux (et non Bertolt Brecht : qui est ici le pronom qui remplace le sujet) - Ce sont les pièces de Jean Giraudoux que Louis Jouvet a créées (et non celles de Molière : que est ici le pronom qui remplace le complément ou l'attribut).
- au milieu de la phrase clivée mais en tête de la proposition principale :

Les pièces de Jean Giraudoux, c'est Louis Jouvet qui les a créées. - Louis Jouvet, ce sont les pièces de Jean Giraudoux qu'il a créées.